# Kisvárda

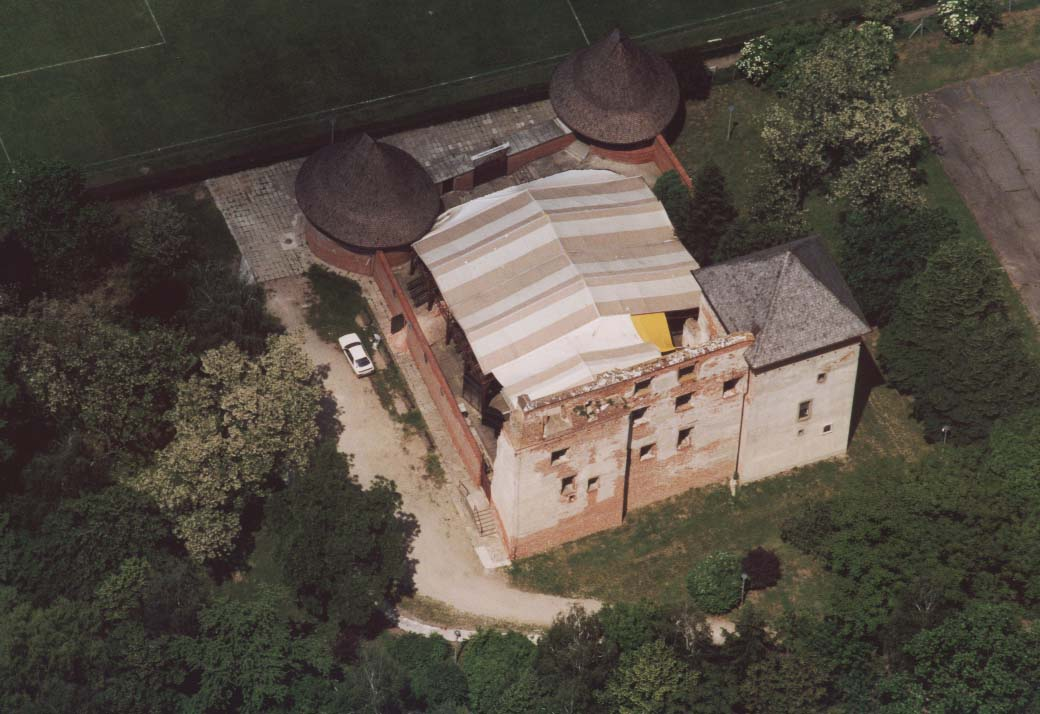
Burg Kisvárda

Kisvárda [ˈkiʒvaːrdɒ] (deutsch Kleinwardein) ist eine Stadt im Komitat Szabolcs-Szatmár-Bereg im Nordosten Ungarns und hat etwa 18.000 Einwohner. Sie liegt etwa 50 km nordöstlich von Nyíregyháza nahe der Grenze zur Ukraine und zur Slowakei.

## Geschichte
In einem Brief des Kommissars von König Ferdinand von Habsburg vom 15. Dezember 1544 an den König aus Sáros schreibt der Kommissar, dass Frater Georgius, der Bischof von Warad und Schatzmeister des damaligen Restungarn, die Burg Kyswarda besetzt hatte.
Der Bischof von Erlau (Eger/Agria), Antonius Verantius (Verancsics), schreibt in einem Brief an den designierten König Maximilian von Böhmen am 2. April 1559, dass Kisvárda zu jener Zeit von siebenbürgischen Truppen der Königin Isabella und deren Sohn, Johannes Sigismund, belagert wurde. Diese standen damals auf der Seite der Türken, die Restungarn arg bedrängten.

## Sehenswürdigkeiten
- Synagoge (heute Museum)
- Burgruine (heute Freilichttheater)
- Schwimmbad
- römisch-katholische Kirche
- Jüdischer Friedhof

## Söhne und Töchter
- Victor Varconi (1891–1976), US-amerikanisch/ungarischer Schauspieler
- Endre Somogyi (1922–2006), Professor für gerichtliche Medizin in Budapest
- Josef Shaked (1929–2021), österreichischer Psycho- und Gruppenanalytiker
- ByeAlex (* 1984), Indie-Pop-Sänger
- Gabriella Juhász (* 1985), Handballspielerin

## Städtepartnerschaften
- Hildburghausen, Deutschland
- Karmiel, Israel
- Târgu Secuiesc, Rumänien
- Kráľovský Chlmec, Slowakei
- Prien am Chiemsee, Deutschland
- Strzyżów, Polen